# Ondřej Smetana
Ondřej Smetana (4 september 1982) is een Tsjechische voetballer die anno 2012 op uitkomt voor Sint-Truidense VV. 

## Statistieken
| Seizoen | Club                   | Land      | Reeks           | Wed | Goals |
| ------- | ---------------------- | --------- | --------------- | --- | ----- |
| 2001/02 | FC Vítkovice           | Tsjechië  | Druhá liga      | 4   | 0     |
| 2001/02 | → FK Baník Ratíškovice | Tsjechië  | Druhá liga      | 10  | 1     |
| 2002/06 | FC Vítkovice           | Tsjechië  | Druhá liga      | 56  | 9     |
| 2006/07 | Fotbal Fulnek          | Tsjechië  | ČFL             | 15  | 7     |
| 2007/09 | FC Slovan Liberec      | Tsjechië  | Gambrinus liga  | 41  | 5     |
| 2009/10 | → 1. FC Slovácko       | Tsjechië  | Gambrinus liga  | 11  | 2     |
| 2010/11 | → FK Senica            | Slowakije | Corgoň Liga     | 29  | 18    |
| 2011/12 | Sint-Truidense VV      | België    | Jupiler League  | 7   | 0     |
| 2011/12 | → Slovan Bratislava    | Slowakije | Corgoň Liga     | 14  | 5     |
| 2012/13 | → Hansa Rostock        | Duitsland | 2. Bundesliga   | 14  | 7     |
| 2013/14 | Sint-Truidense VV      | België    | Belgacom League | 0   | 0     |
|         |                        |           | Totaal          | 201 | 54    |